# Skřítek (film)
Skřítek je český film režiséra Tomáše Vorla z roku 2005 (v pořadí pátý Vorlův celovečerní film). Jedná se o „řeznickou celovečerní grotesku“.
Skřítek je groteska, takže dialogy jsou nahrazeny citoslovci a zvuky jsou stylizované. Tomáš Vorel se k žánru grotesky po letech vrátil, neboť jeho prvním počinem v tomto směru byla epizoda Výlet na Karlštejn ve filmu Pražská 5 z roku 1988.

## Obsazení
| Bolek Polívka      | otec       |
| Eva Holubová       | matka      |
| Tomáš Vorel mladší | syn        |
| Anna Marhoulová    | dcera      |
| Marika Procházková | řeznice    |
| Jiří Macháček      | řezník     |
| Milan Šteindler    | vrátný     |
| Ivana Chýlková     | mistrová   |
| Tomáš Hanák        | učitel     |
| Jan Kraus          | policista  |
| Petr Čtvrtníček    | policista  |
| Tomáš Vorel        | policista  |
| Ondřej Trojan      | psychiatr  |
| David Vávra        | strážmistr |
| Václav Marhoul     | detektiv   |
| Otakáro Schmidt    | revizor    |
| Martin Zbrožek     | doktor     |
| Radomil Uhlíř      | mistr      |